# Liste der Kulturdenkmale in Bad Langensalza/Außerhalb der Kernstadt
Die Liste der Kulturdenkmale in Bad Langensalza/Außerhalb der Kernstadt umfasst die als Ensembles, Straßenzüge und Einzeldenkmale erfassten Kulturdenkmale in der thüringischen Stadt Bad Langensalza außerhalb der Kernstadt.
Für Kulturdenkmale in der Kernstadt siehe Liste der Kulturdenkmale in Bad Langensalza.
Die Angaben in der Liste ersetzen nicht die rechtsverbindliche Auskunft der zuständigen Denkmalschutzbehörde.

## Legende
- Bild: zeigt ein Bild des Kulturdenkmals und gegebenenfalls einen Link zu weiteren Fotos des Kulturdenkmals im Medienarchiv Wikimedia Commons
- Bezeichnung: Name, Bezeichnung oder die Art des Kulturdenkmals
- Lage: Wenn vorhanden Straßenname und Hausnummer des Kulturdenkmals; Grundsortierung der Liste erfolgt nach dieser Adresse. Der Link Karte führt zu verschiedenen Kartendarstellungen und nennt die Koordinaten des Kulturdenkmals.
 Kartenansicht, um Koordinaten zu setzen – in dieser Kartenansicht sind Kulturdenkmale ohne Koordinaten mit einem roten bzw. orangen Marker dargestellt und können in der Karte gesetzt werden. Kulturdenkmale ohne Bild sind mit einem blauen bzw. roten Marker gekennzeichnet, Kulturdenkmale mit Bild mit einem grünen bzw. orangen Marker.
- Datierung: gibt das Jahr der Fertigstellung beziehungsweise das Datum der Erstnennung oder den Zeitraum der Errichtung an
- Beschreibung: bauliche und geschichtliche Einzelheiten des Kulturdenkmals, vorzugsweise die Denkmaleigenschaften
- ID: Die ID identifiziert das Kulturdenkmal eindeutig. In Thüringen sind aktuell keine IDs veröffentlicht. In der ID-Spalte kann sich auch folgendes Icon  befinden, dies führt zu Angaben zu diesem Kulturdenkmal bei Wikidata.

## Ensembles
| Bild | Bezeichnung                      | Lage | Datierung | Beschreibung | ID |
| --- | -------------------------------- | --- | --------- | ------------ | -- |
| [[Vorlage:Bilderwunsch/code!/O:!/C:51.139482,10.636144!/D:An der Stadtmauer 1–4; Am Kindergarten 1–7; Am Nicolausturm 1–6, 6a; Am Schlossberg 1–6; Am Stadtgraben 1–17; Brauhausstraße 18; Brauhausstraße 1–16, 19-21; Citronengasse 1–4; Eichsfeldstraße 1–17; Friedhofstraße 1–12; Große Pfarrgasse 1–6; Großwelsbacher Straße 1–6, 6a, 7; Kirchplatz 1–5; Kleine Pfarrgasse 1–5; Kleine Reinhardsbrunner Straße 1–6; Klingenstraße 1–11; Königsplatz 1–3; Langensalzaer Straße 1–9; Marktplatz 2–4; Obermühle 1; Rautengasse 1, 1a, 6; Reinhardsbrunner Straße 1–16; Riethstorplatz 1–6; Riethstorstraße 2–11, 11a, 12–14; Thamsbrücker Hauptstraße 2a, 2b, 2–7, 9–17, 20–39; Transfeldstraße 1–13; Unterm Königsplatz 1–19; Zum Backhausberg 1–17; Zum Kittel 1–10; Zur Unteren Mühle 2, Historischer Ortskern Thamsbrück!/\|BW]] | Historischer Ortskern Thamsbrück | An der Stadtmauer 1–4; Am Kindergarten 1–7; Am Nicolausturm 1–6, 6a; Am Schlossberg 1–6; Am Stadtgraben 1–17; Brauhausstraße 18; Brauhausstraße 1–16, 19-21; Citronengasse 1–4; Eichsfeldstraße 1–17; Friedhofstraße 1–12; Große Pfarrgasse 1–6; Großwelsbacher Straße 1–6, 6a, 7; Kirchplatz 1–5; Kleine Pfarrgasse 1–5; Kleine Reinhardsbrunner Straße 1–6; Klingenstraße 1–11; Königsplatz 1–3; Langensalzaer Straße 1–9; Marktplatz 2–4; Obermühle 1; Rautengasse 1, 1a, 6; Reinhardsbrunner Straße 1–16; Riethstorplatz 1–6; Riethstorstraße 2–11, 11a, 12–14; Thamsbrücker Hauptstraße 2a, 2b, 2–7, 9–17, 20–39; Transfeldstraße 1–13; Unterm Königsplatz 1–19; Zum Backhausberg 1–17; Zum Kittel 1–10; Zur Unteren Mühle 2 (Karte) |           |              |    |

## Einzeldenkmale nach Ortsteilen

### Aschara
| Bild                           | Bezeichnung                    | Lage                                                                                       | Datierung | Beschreibung    | ID |
| ------------------------------ | ------------------------------ | ------------------------------------------------------------------------------------------ | --------- | --------------- | -- |
| BW                             | Brunnen                        | Aschara, Hauptstraße o. Nr., vor der Kirche (Karte)                                        |           |                 |    |
| weitere Bilder Fotos hochladen | Evangelische Kirche St. Petrus | Aschara, Hauptstraße o. Nr. (Karte)                                                        |           | mit Ausstattung |    |
| BW                             | Kirchhof mit Einfriedung       | Aschara, Hauptstraße o. Nr. (Karte)                                                        |           |                 |    |
| BW                             | Hofanlage                      | Aschara, Hauptstraße 25, 25a (Karte)                                                       |           |                 |    |
| BW                             | Hofanlage                      | Aschara, Hauptstraße 29 (Karte)                                                            |           |                 |    |
| BW                             | Pfarrhaus                      | Aschara, Hauptstraße 33 (Karte)                                                            |           |                 |    |
| BW                             | Hofanlage                      | Aschara, Hauptstraße 60 (Karte)                                                            |           |                 |    |
| weitere Bilder Fotos hochladen | Turmwindmühle                  | Aschara, Weinbergstraße 8a (Karte)                                                         |           |                 |    |
| Fotos hochladen                | Steinkreuz                     | Aschara, am nördlichen Ortseingang; Flur 2, Flurstück 150/1; Flur, Flurstück 156/4 (Karte) |           |                 |    |

### Eckardtsleben
| Bild                           | Bezeichnung                   | Lage                                            | Datierung | Beschreibung    | ID |
| ------------------------------ | ----------------------------- | ----------------------------------------------- | --------- | --------------- | -- |
| weitere Bilder Fotos hochladen | Evangelische Kirche St. Vitus | Eckardtsleben, Auf dem Kirchberg o. Nr. (Karte) |           | mit Ausstattung |    |
| BW                             | Kirchhof                      | Eckardtsleben, Auf dem Kirchberg o. Nr. (Karte) |           |                 |    |
| Fotos hochladen                | Gasthof Zur Grünen Aue        | Eckardtsleben, Dorfplatz 59 (Karte)             |           |                 |    |

### Großwelsbach
| Bild                                    | Bezeichnung                     | Lage                                                               | Datierung | Beschreibung          | ID |
| --------------------------------------- | ------------------------------- | ------------------------------------------------------------------ | --------- | --------------------- | -- |
| weitere Bilder Fotos hochladen          | Evangelische Kirche St. Blasius | Großwelsbach, Alte Pfarrgasse o. Nr.; Neunheilinger Straße (Karte) |           | mit Ausstattung       |    |
| BW                                      | Kirchhof und Einfriedung        | Großwelsbach, Alte Pfarrgasse o. Nr.; Neunheilinger Straße (Karte) |           |                       |    |
| BW                                      | Pfarrhaus                       | Großwelsbach, Alte Pfarrgasse 18 (Karte)                           |           |                       |    |
| Direkt Bild zu diesem Denkmal hochladen | Hofanlage                       | Großwelsbach, Dorfstraße 48                                        |           | vermutlich abgerissen |    |

### Grumbach
| Bild                                    | Bezeichnung                        | Lage                                                  | Datierung | Beschreibung    | ID |
| --------------------------------------- | ---------------------------------- | ----------------------------------------------------- | --------- | --------------- | -- |
| weitere Bilder Fotos hochladen          | Evangelische Kirche St. Vincentius | Grumbach, Am Kirchberg 8a (Karte)                     |           | mit Ausstattung |    |
| BW                                      | Kirchhof und Einfriedung           | Grumbach, Am Kirchberg 8a (Karte)                     |           |                 |    |
| BW                                      | Scheune                            | Grumbach, Langgasse 23a (Karte)                       |           |                 |    |
| Direkt Bild zu diesem Denkmal hochladen | Wegweiserstein                     | Grumbach, am westlichen Ortsrand Richtung Reichenbach |           | in Prüfung      |    |

### Henningsleben
| Bild                           | Bezeichnung                   | Lage                                                                | Datierung | Beschreibung    | ID |
| ------------------------------ | ----------------------------- | ------------------------------------------------------------------- | --------- | --------------- | -- |
| BW                             | Hofanlage                     | Henningsleben, Beim Anger 28 (Karte)                                |           |                 |    |
| weitere Bilder Fotos hochladen | Evangelische Kirche St. Maria | Henningsleben, Kirchplatz o. Nr.; Henningsleber Hauptstraße (Karte) |           | mit Ausstattung |    |
| BW                             | Kirchhof und Einfriedung      | Henningsleben, Kirchplatz o. Nr.; Henningsleber Hauptstraße (Karte) |           |                 |    |
| BW                             | Hofanlage                     | Henningsleben, Stiegelweg 3 (Karte)                                 |           |                 |    |
| BW                             | Torhaus                       | Henningsleben, Straße der Bodenreform 59 (Karte)                    |           |                 |    |

### Illeben
| Bild                           | Bezeichnung                                                                           | Lage                                                                                    | Datierung | Beschreibung | ID |
| ------------------------------ | ------------------------------------------------------------------------------------- | --------------------------------------------------------------------------------------- | --------- | ------------ | -- |
| BW                             | Steinkreuz                                                                            | Illeben, Henningsleber Weg o. Nr., am südlichen Ortsrand, Flur 1, Flurstück 127 (Karte) |           |              |    |
| weitere Bilder Fotos hochladen | Kirche mit Ausstattung, Kirchhof und Einfriedung / Evangelische Kirche St. Trinitatis | Illeben, Quergasse o. Nr. (Karte)                                                       |           |              |    |
| BW                             | Stall und Torgebäude                                                                  | Illeben, Unterdorf 19 (Karte)                                                           |           |              |    |

### Klettstedt
| Bild                           | Bezeichnung                                                                 | Lage                                   | Datierung | Beschreibung | ID |
| ------------------------------ | --------------------------------------------------------------------------- | -------------------------------------- | --------- | ------------ | -- |
| weitere Bilder Fotos hochladen | Kirche mit Ausstattung und Kirchhof / Evangelische Pfarrkirche St. Caecilia | Klettstedt, Das Gäßchen o. Nr. (Karte) |           |              |    |

### Merxleben
| Bild                           | Bezeichnung                                                                                           | Lage                                | Datierung | Beschreibung | ID |
| ------------------------------ | --- | ----------------------------------- | --------- | ------------ | -- |
| BW                             | Hofanlage                                                                                             | Merxleben, Am Alten Anger 9 (Karte) |           |              |    |
| BW                             | Hofanlage                                                                                             | Merxleben, Hohle 1 (Karte)          |           |              |    |
| weitere Bilder Fotos hochladen | Kirche mit Ausstattung und Kirchhof mit Grabstein(e) und Einfriedung / Evangelische Kirche St. Martin | Merxleben, Kirchberg o. Nr. (Karte) |           |              |    |
| BW                             | Pfarrhof                                                                                              | Merxleben, Kirchberg 2 (Karte)      |           |              |    |

### Nägelstedt
| Bild                           | Bezeichnung                                                                                 | Lage                                                                     | Datierung | Beschreibung | ID |
| ------------------------------ | ------------------------------------------------------------------------------------------- | ------------------------------------------------------------------------ | --------- | ------------ | -- |
| weitere Bilder Fotos hochladen | Komturei / Schieferhof                                                                      | Nägelstedt, Am Komturhof 4; Zur Wörth 7 (Karte)                          |           |              |    |
| BW                             | Hofanlage                                                                                   | Nägelstedt, An der Unstrut 5 (Karte)                                     |           |              |    |
| BW                             | Hofanlage                                                                                   | Nägelstedt, Große Quergasse 5 (Karte)                                    |           |              |    |
| BW                             | Hofanlage                                                                                   | Nägelstedt, Große Quergasse 6 (Karte)                                    |           |              |    |
| BW                             | Hofanlage                                                                                   | Nägelstedt, Große Quergasse 7 (Karte)                                    |           |              |    |
| BW                             | Mühlengehöft mit Inventar / Lohmühle                                                        | Nägelstedt, Lohmühle 1 (Karte)                                           |           |              |    |
| weitere Bilder Fotos hochladen | Kirche mit Ausstattung, Kirchhof und Einfriedung / Evangelische Friedhofskirche St. Michael | Nägelstedt, Merxleber Straße o. Nr. (Karte)                              |           |              |    |
| Fotos hochladen                | Brunnenhaus                                                                                 | Nägelstedt, Wartbergstraße o. Nr. (Karte)                                |           |              |    |
| weitere Bilder Fotos hochladen | Kirche mit Ausstattung, Kirchhof und Einfriedung / Evangelische Kirche St. Georg            | Nägelstedt, Zum Stiftsgut o. Nr. (Karte)                                 |           |              |    |
| BW                             | Hofanlage                                                                                   | Nägelstedt, Zum Stiftsgut 12, 12a, 12b, 12c, 12d; Zum Unstruttal (Karte) |           |              |    |
| BW                             | Pfarrhaus                                                                                   | Nägelstedt, Zum Stiftsgut 13 (Karte)                                     |           |              |    |
| BW                             | Tür                                                                                         | Nägelstedt, Zum Stiftsgut 4 (Karte)                                      |           |              |    |
| BW                             | Hofanlage                                                                                   | Nägelstedt, Zur Wörth 6 (Karte)                                          |           |              |    |

### Thamsbrück
| Bild                           | Bezeichnung                                        | Lage                                                                             | Datierung | Beschreibung    | ID |
| ------------------------------ | -------------------------------------------------- | -------------------------------------------------------------------------------- | --------- | --------------- | -- |
| Fotos hochladen                | Bergfried mit Burg und Kelleranlage / Nikolausturm | Thamsbrück, Am Schloßberg o. Nr. (Karte)                                         |           |                 |    |
| BW                             | Wappenstein                                        | Thamsbrück, An der Stadtmauer o. Nr.; Flur 9, Flurstück 226/18 (Karte)           |           |                 |    |
| BW                             | Hofanlage                                          | Thamsbrück, Brauhausstraße 2 (Karte)                                             |           |                 |    |
| BW                             | Wohnhaus                                           | Thamsbrück, Eichsfeldstraße 13 (Karte)                                           |           |                 |    |
| BW                             | Friedhofsmauer mit Grabsteinen und Obelisk         | Thamsbrück, Friedhofstraße o. Nr. (Karte)                                        |           |                 |    |
| BW                             | Wohnhaus                                           | Thamsbrück, Friedhofstraße 1 (Karte)                                             |           |                 |    |
| BW                             | Klingenbrunnen                                     | Thamsbrück, Kirchplatz o. Nr.; Flur 9, Flurstücke 244/1, 226/15, 622/244 (Karte) |           |                 |    |
| weitere Bilder Fotos hochladen | Evangelische Kirche St. Georg                      | Thamsbrück, Kirchplatz 5 (Karte)                                                 |           | mit Ausstattung |    |
| BW                             | Wohnhaus                                           | Thamsbrück, Kleine Pfarrgasse 1 (Karte)                                          |           |                 |    |
| BW                             | Hofanlage                                          | Thamsbrück, Königsplatz 1 (Karte)                                                |           |                 |    |
| BW                             | Hofanlage                                          | Thamsbrück, Königsplatz 2 (Karte)                                                |           |                 |    |
| BW                             | Obermühle                                          | Thamsbrück, Obermühle 1 (Karte)                                                  |           |                 |    |
| BW                             | Wohnhaus                                           | Thamsbrück, Reinhardsbrunner Straße 6 (Karte)                                    |           |                 |    |
| BW                             | Wohnhaus                                           | Thamsbrück, Thamsbrücker Hauptstraße 16 (Karte)                                  |           |                 |    |
| BW                             | Staatliche Grundschule Thamsbrück                  | Thamsbrück, Thamsbrücker Hauptstraße 18 (Karte)                                  |           |                 |    |
| Fotos hochladen                | Rathaus mit Nebengebäuden                          | Thamsbrück, Thamsbrücker Hauptstraße 27 (Karte)                                  |           |                 |    |
| BW                             | Hofanlage                                          | Thamsbrück, Transfeldstraße 13 (Karte)                                           |           |                 |    |
| BW                             | Wohnhaus                                           | Thamsbrück, Transfeldstraße 8 (Karte)                                            |           |                 |    |
| BW                             | Schwengelpumpe                                     | Thamsbrück, Unterm Königsplatz o. Nr.; Flur 9, Flurstück 466/6 (Karte)           |           |                 |    |
| BW                             | Wohnhaus                                           | Thamsbrück, Unterm Königsplatz 5 (Karte)                                         |           |                 |    |
| BW                             | Wohnhaus                                           | Thamsbrück, Unterm Königsplatz 14 (Karte)                                        |           |                 |    |

### Ufhoven
| Bild                           | Bezeichnung                                    | Lage                                                    | Datierung | Beschreibung    | ID |
| ------------------------------ | ---------------------------------------------- | ------------------------------------------------------- | --------- | --------------- | -- |
| BW                             | Spinnereigebäude, ehem. Kammgarnspinnerei Weiß | Ufhoven, Fabrikstraße 1; Vor dem Westtor o. Nr. (Karte) |           |                 |    |
| BW                             | Wohnhaus mit Toranlage                         | Ufhoven, Hirtengasse 16 (Karte)                         |           |                 |    |
| BW                             | Villa                                          | Ufhoven, Klausbergstraße 36 (Karte)                     |           |                 |    |
| BW                             | Hofanlage                                      | Ufhoven, Straße der Einheit 12 (Karte)                  |           |                 |    |
| BW                             | Burg                                           | Ufhoven, Straße der Einheit 27 (Karte)                  |           |                 |    |
| BW                             | Hofanlage                                      | Ufhoven, Straße der Einheit 30 (Karte)                  |           |                 |    |
| BW                             | Wohnhaus                                       | Ufhoven, Straße der Einheit 35 (Karte)                  |           |                 |    |
| BW                             | Gasthaus                                       | Ufhoven, Straße der Einheit 41 (Karte)                  |           |                 |    |
| BW                             | Hofanlage                                      | Ufhoven, Straße der Einheit 49 (Karte)                  |           |                 |    |
| BW                             | Hofanlage                                      | Ufhoven, Straße der Einheit 50 (Karte)                  |           |                 |    |
| weitere Bilder Fotos hochladen | Evangelische Pfarrkirche St. Wigberti          | Ufhoven, Ufhover Kirchplatz o. Nr. (Karte)              |           | mit Ausstattung |    |
| BW                             | Kirchhof mit Einfriedung                       | Ufhoven, Ufhover Kirchplatz o. Nr. (Karte)              |           |                 |    |
| BW                             | Pfarrhof                                       | Ufhoven, Ufhover Kirchplatz 2 (Karte)                   |           |                 |    |

### Waldstedt
| Bild                           | Bezeichnung                     | Lage                                          | Datierung | Beschreibung    | ID |
| ------------------------------ | ------------------------------- | --------------------------------------------- | --------- | --------------- | -- |
| weitere Bilder Fotos hochladen | Evangelische Kirche St. Juliana | Waldstedt, Hauptstraße o. Nr. (Karte)         |           | mit Ausstattung |    |
| BW                             | Kirchhof und Einfriedung        | Waldstedt, Hauptstraße o. Nr. (Karte)         |           |                 |    |
| BW                             | Gutsanlage                      | Waldstedt, Waldstedter Hauptstraße 29 (Karte) |           |                 |    |

### Wiegleben
| Bild                           | Bezeichnung                              | Lage                            | Datierung | Beschreibung    | ID |
| ------------------------------ | ---------------------------------------- | ------------------------------- | --------- | --------------- | -- |
| weitere Bilder Fotos hochladen | Evangelische Kirche St. Peter und Paul   | Wiegleben, Anger 73 (Karte)     |           | mit Ausstattung |    |
| BW                             | Kirchhof                                 | Wiegleben, Anger 73 (Karte)     |           |                 |    |
| BW                             | ehemaliges Feuerwehrhaus, Alte Feuerwehr | Wiegleben, Obergasse 79 (Karte) |           |                 |    |

### Zimmern
| Bild                           | Bezeichnung                     | Lage                            | Datierung | Beschreibung    | ID |
| ------------------------------ | ------------------------------- | ------------------------------- | --------- | --------------- | -- |
| weitere Bilder Fotos hochladen | Evangelische Kirche St. Martini | Zimmern, Am Plan o. Nr. (Karte) |           | mit Ausstattung |    |
| BW                             | Kirchhof und Einfriedung        | Zimmern, Am Plan o. Nr. (Karte) |           |                 |    |
| BW                             | Pfarrhof                        | Zimmern, Am Plan 22 (Karte)     |           |                 |    |
| BW                             | Steinkreuz                      | Zimmern, Am Plan 32 (Karte)     |           |                 |    |
| BW                             | Hofanlage                       | Zimmern, Hausgasse 96 (Karte)   |           |                 |    |